# Heinrich Maria Köster
Heinrich Maria Köster (ur. 1 lipca 1911 w Olpe w Westfalii, zm. 29 maja 1993 w Limburgu) – niemiecki ksiądz pallotyn, dogmatyk specjalizujący się w mariologii.

## Życie
W wieku jedenastu lat wstąpił 25 marca 1923 do prywatnego gimnazjum pallotynów w Schönstatt. W szkole przejawiał się głównie zainteresowaniami i zdolnościami językowymi i muzycznymi. Nauczył się kilku języków oraz gry na organach, fortepianie i klawesynie. Po zdaniu matury wstąpił w 1931 do nowicjatu pallotyńskiego w Olpe, a w 1933 rozpoczął studia teologiczne w seminarium duchownym koło Limburgu, gdzie 14 marca 1937 otrzymał święcenia kapłańskie. Kontynuował naukę na uniwersytecie w Bonn, a od 1937 także w Münster. Po obronieniu pracy z dziedziny historii dogmatów, na temat nauki o rozgrzeszaniu Hugona ze Świętego Wiktora, otrzymał w 1940 promocję na doktora teologii. W czasie wojny służył jako kapelan w latach 1940-1943 w południowo-wschodniej Łotwie, a w 1943 - 1945 w Kolonii i Vellendarze. Po zakończeniu wojny był, od semestru zimowego, docentem w wyższej szkole pallotynów w Schönstatt. Od 1950 był profesorem dogmatyki i historii dogmatów, a w latach 1956 - 1974 był jej rektorem. Wykładał na tej uczelni aż do swojej emerytury w 1976. Podczas semestru letniego 1968 gościł na uniwersytecie w Dayton w stanie Ohio. Podczas swojego pobytu w Schönstatt znalazł się pod wypływem nowo powstałego Ruchu Szensztackiego, założonego przez pallotyńskiego księdza Josefa Kentenicha. W latach 1955–1958, podczas pobytu Kentenicha w Stanach Zjednoczonych, Köster pełnił funkcję przewodniczącego Ruchu. W 1955 mianowano go Socius ordinariusem rzymskiej "Pontificia Academia Mariana Internationalis".
Do jego najważniejszych uczniów zaliczał się dogmatyk, pallotyn Franz Courth, który został jego następcą na uczelni zakonu od 1977.
Największy wpływ na jego duchowy rozwój mieli: jego mentor Michael Schmaus, Matthias Scheeben, John Henry Newman, Dietrich von Hildebrand i Gertrud von Le Forts.

## Praca
W 1947 opublikował pracę mariologiczną, nad którą pracował już od wojny. Jego Służebnica Pańska (niem. Die Magd des Herrn) wzbudziła zarówno zachwyt jak i krytykę. Od tego momentu Köster brał udział we wszystkich ważniejszych debatach mariologicznych, a na przełomie lat 1950/51 założył wraz z Carlem Feckesem niemieckie konsorcjum mariologiczne. Był sekretarzem tej organizacji w latach 1951 - 1978. Na kongresie mariologicznym w Lourdes w 1958, używał w dyskusjach wokół stworzonego przez siebie podziału na mariologię "eklezjotypiczną" i "chrystotypiczną". W 1961 wydał dwutomowe dzieło w kieszonkowy formacie Kobieta, która była matką Chrystusa (niem. Die Frau, die Christi Mutter war), która była podsumowaniem jego dotychczasowej pracy. W 1970 sygnował artykuł Mariologia w XX wieku, który wszedł w skład kilkutomowego Bilansu teologii w XX w.
Köster jest pierwszym pallotynem cytowanym w papieskiej encyklice – Benedykt XVI przytoczył jego myśl w Spe salvi.